# Gillis Bildt

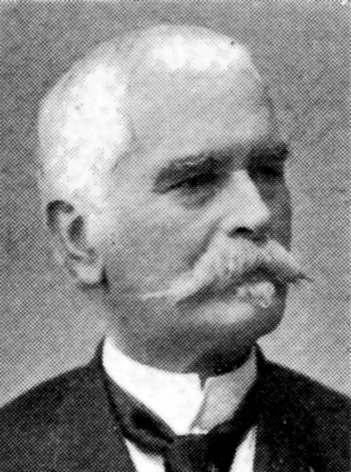
Gillis Bildt.

Baron Didrik Anders Gillis Bildt (Göteborg, 16 oktober 1820 - Stockholm, 22 oktober 1894) was een Zweeds officier en eerste minister.

## Levensloop
Hij is een betovergrootvader van Carl Bildt, die in 1991 premier van Zweden werd. Deze stamde af van zijn tweede zoon Knut Gillis Bildt (1854-1927). 
Gillis Bildt zelf begon een militaire loopbaan en kon opklimmen tot artillerieofficier en later tot luitenant-generaal.
Nadat hij in 1837 de militaire academie van Stockholm verliet, trad hij toe tot het artillerieregiment van Göta. In 1842 vervolledigde hij in Stockholm zijn hoger onderwijs en kwam er wegens zijn tamelijk grote ijver en zijn competentie onder de aandacht van kroonprins Oscar (die in 1844 koning Oscar I van Zweden werd). Na het einde van zijn studies ging hij voor vele jaren werken als leermeester wiskunde en combineerde dit met zijn militaire loopbaan. In 1847 trad hij toe tot de Rijksdag.
Als luitenant werd hij in 1851 benoemd tot vleugeladjudant van koning Oscar I. Nadat hij in 1854 promoveerde tot majoor, in 1856 tot luitenant-kolonel, in 1858 tot kolonel en in 1859 tot majoor-generaal, werd hij in 1859 door de nieuwe koning, Karel XV, opnieuw benoemd tot vleugeladjudant. Uiteindelijk promoveerde hij in 1875 tot luitenant-generaal.
Tussendoor was Bildt van 1858 tot 1862 gouverneur van Gotland en van 1862 tot 1874 oppergouverneur van Stockholm. In deze tweede functie verdedigde hij het belang van spoorwegen in Zweden en vond dat spoorwegen het land militair en economisch veel sterker kon maken. Hij kreeg ook de steun van de Rijksdag, de Stockholmse gemeenteraad en het grootste deel van de Zweedse burgerij. Ook zette hij zich sterk in voor de landbouw. In 1864 werd hij geadeld met de titel baron.
Van 1847 tot 1874 en van 1887 tot 1894 zetelde hij in de Rijksdag. Nadat het parlement in 1867 een tweekamerstelsel kreeg, ging hij deel uitmaken van het Opperhuis. Voor 1866 heette de Rijksdag het Huis van Nobelen, waar Bildt deel uitmaakte van de zogenaamde Junkerpartij (een groep van conservatieve edelen die een vrijemarkteconomie wilden). Desondanks zette Bildt zich in voor gezondheidszorgdiensten en voor vrouwenonderwijs.  
In 1863 was hij een groot voorstander van de wet van Louis Gerhard De Geer die het volksstemrecht introduceerde in Zweden. In het parlement sprak hij alle argumenten van de tegenstanders van deze wet tegen. Deze wet zei ook dat het Huis van Nobelen zou worden afgeschaft. Het parlement moest dus eigenlijk instemmen met zijn eigen ontbinding. Toen de wet dreigde geblokkeerd te worden hield Bildt als troepen klaar om eventueel de orde in Stockholm te herstellen, maar uiteindelijk werd met koninklijke steun op 22 januari 1866 de wet goedgekeurd. Het parlementaire eenkamerstelsel werd afgeschaft en er kwam een tweekamerstelsel met een Opperhuis van benoemde leden en een Lagerhuis van verkozen leden. Het Opperhuis en het Lagerhuis vormden samen de Rijksdag. Om deze hervorming te coördineren werd er een comité aangesteld, waar Bildt met het hoogste aantal stemmen in werd verkozen. 
Ook na 1867 bleef Bildt erg parlementair actief en dan vooral in de commissie Oorlog. Ook begon hij zich nu in te zetten in sociale justitie. Van 1874 tot 1886 was hij vervolgens ambassadeur in Berlijn, waarna hij in 1886 benoemd werd tot rijksmaarschalk.
Als ambassadeur smeedde hij de banden aan tussen Zweden en het Duitse Keizerrijk. De twee landen sloten ook verschillende akkoorden over post, telegrafie, uitleveringen en zeevaarders. In Duitsland was Bildt er ook getuige van dat kanselier Otto von Bismarck een agrarisch protectionistisch systeem vastlegde.
In 1887 werd hij door de protectionisten opnieuw benoemd tot lid van het Opperhuis en dit tegen de wil van koning Oscar II. De koning wou dit niet omdat hij vond dat een dichte vriend van de koninklijke familie niet actief mocht zijn in de partijpolitiek. De protectionisten waren ook tegenstanders van de vrijhandelspolitiek van de regering. Bildt kon de tegenstand van de koning wegwerken door te beloven dat hij niet zou toetreden tot de Protectionistische Partij en politiek actief zou zijn als onafhankelijke conservatief. Desondanks nam hij toch deel aan meetings van de protectionistische fractie in het Opperhuis. Bildt zelf was gematigd protectionist.
In Zweden heerste er in het midden van de jaren 1880 de discussie of het land een protectionistisch of een vrijhandelsbeleid moest voeren en dit zorgde ervoor dat in 1885-1886 de Protectionistische Partij opgericht werd. Nadat de vrijhandelspartijen in 1887 een verkiezingsnederlaag leden, brachten de protectionisten de regering-Themptander ten val.
Op 6 februari 1888 werd Bildt door koning Oscar II benoemd tot premier van Zweden. Wegens zijn ervaringen in Duitsland en zijn protectionistische sympathieën werd hij beschouwd als de ideale opvolger van Robert Themptander. De protectionisten hadden echter niet de meerderheid in het Lagerhuis. Toch kreeg Bildt de opdracht om een meer protectionistisch beleid in Zweden door te voeren, wat in de rest van Europa ook zo was in die tijd.
Zijn regering bevatte ministers die ofwel voorstander waren van een vrijhandelsbeleid ofwel van een protectionistisch beleid. Om een balans te vinden tussen beide kampen, besloot Bildt om hogere taksen te heffen voor geïmporteerde voedselproducten, wat in de rest van Europa ook zo was. Dit geld werd gebruikt om een begrotingsdeficit in te krimpen, om spoorwegen te bouwen en om de Zweedse defensie te verbeteren.
Op 12 oktober 1889 nam hij ontslag als premier, omdat hij vond dat zijn taak volbracht was. In 1894 overleed hij op het Koninklijk Paleis van Stockholm. Zijn oudste zoon Carl Nils Daniel Bildt (1850-1931) erfde zijn barontitel.
- Gemeinsame Normdatei: 1165584050
- International Standard Name Identifier: 0000 0000 5919 1164
- LIBRIS: 320509
- Virtual International Authority File: 86426484
- WorldCat: E39PBJbH4v763jvVmQ3D97kkXd